# Велика зала (Стокгольмський університет)
Велика зала, також Aula Magna — найбільша аудиторія Стокгольмського університету у Швеції, завершена у 1998 році.
Крім великої лекційної зали, у споруді є менші зали для нарад та семінарів. Поза лекційним залом є галерея для читання. Аудиторія використовується для проведення академічних зборів, таких як конференції та симпозіуми, а також для зовнішніх функцій, таких як загальні збори. Тут також проводилися нобелівські лекції.

## Архітектор

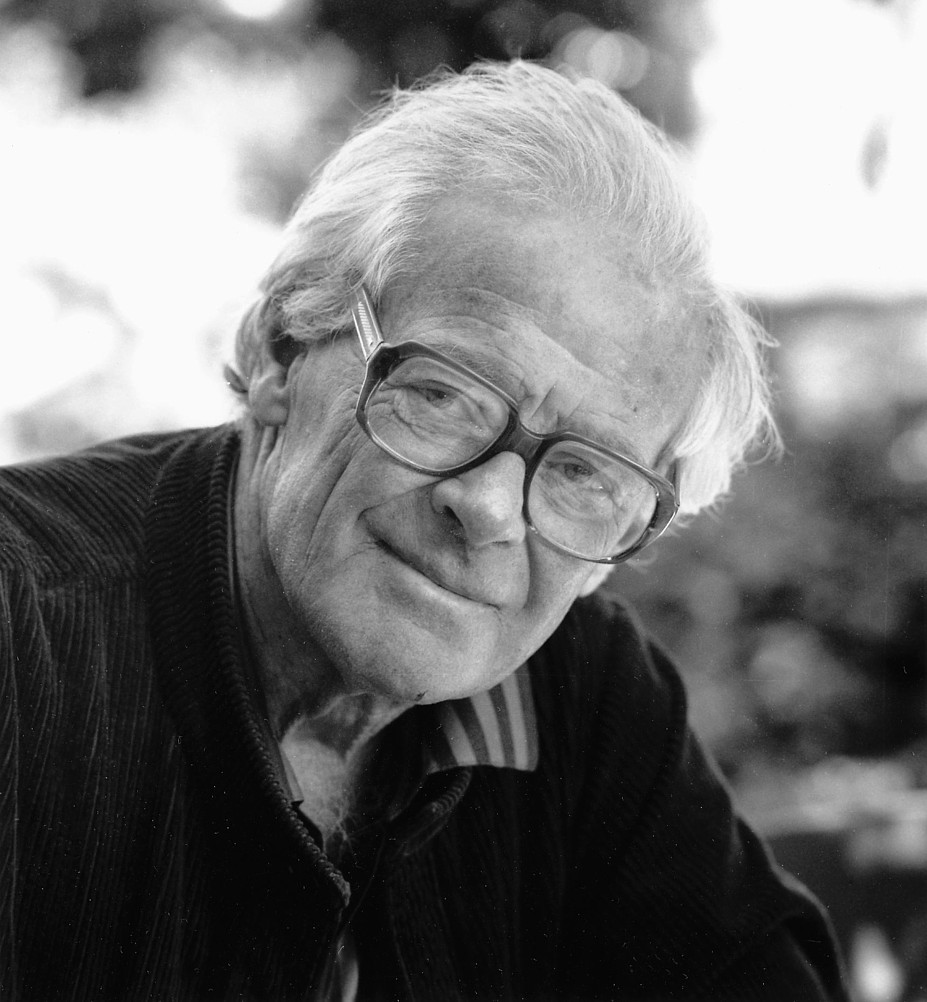
Ральф Ерскіне

Велика зала була спроєктована архітектором Ральфом Ерскіном (швед. Ralph Erskine), який також спроєктував сусідні Альхусет, Бібліотеку університету Стокгольма, Активерум (Frescatihallen) та Будинок законів університету. Велика зала була останнім проєктом Ерскіне для університету перед його смертю в 2005 році. Ідея розмістити аудиторію на цьому місці датована ще початком 1960-х, коли планувався кампус.